# Russki (Karasee)
Russki (russisch Русский) ist eine unbewohnte Insel in der Karasee im asiatischen Teil Russlands. Sie ist die größte und nördlichste Insel des Nordenskiöld-Archipels.

## Geographie
Russki ist bei einer Fläche von 306 km² 39 km lang und 14 km breit. Die Insel besteht aus Sand und Schiefer und steigt in ihrem zentralen Teil bis auf 39 m Höhe an. Südlich von Russki liegen die Lütke-Inseln. Ihre nördlichste, Schileiko, liegt unmittelbar vor dem südwestlichen Zipfel Russkis, der in das Mys Ostry auslaufenden Bungehalbinsel, die ihrerseits die südöstliche Begrenzung der Großen Bucht darstellt. Russki und die Lütke-Inseln sind vom südlichen Teil des Nordenskiöld-Archipels durch die Leninstraße getrennt.

## Geschichte
1935 errichtete die Hauptverwaltung Nördlicher Seeweg nahe dem nördlichsten Punkt der Insel eine Wetterstation, um meteorologische Daten zu sammeln. Die Station diente auch zur Überwachung des Wetters der Wilkizkistraße und der Karasee, zudem wurden Messungen der Eisdicke im Umfeld der Station vorgenommen. 
In der Nähe von Russki sank am 27. August 1942 der russische Eisbrecher Sibirjakow nach einem ungleichen Gefecht mit dem deutschen Schlachtschiff Admiral Scheer, das im Rahmen des Unternehmens Wunderland die arktische Versorgungsroute der UdSSR stören sollte.
1999 wurde die arktische Station auf Russki geschlossen. Bis zuletzt diente sie der Beobachtung des Wetters bzw. der tundrischen Flora und Fauna.